# نوربرت كالوكزا
نوربرت كالوكزا (مواليد 4 ديسمبر 1986) هو ملاكم مجري، مثّل بلاده في الألعاب الأولمبية الصيفية 2008.

## روابط خارجية
نوربرت كالوكزا على موقع أوليمبيديا (الإنجليزية)